# Izidor Kovárik
Izidor Kovárik (29. březen 1917, Kopčany, Rakousko-Uhersko – 11. červenec 1944, nedaleko Zvolena, Slovenský stát) byl pilot Slovenských vzdušných zbraní (SVZ) a druhý nejúspěšnější slovenský pilot v druhé světové válce. Dosáhl celkem 28 sestřelů. Bojoval na straně Slovenského státu, zúčastnil se tažení proti Sovětskému svazu.
Izidor Kovárik zahynul 11. července 1944 při cvičném letu. Je pohřben na hřbitově v rodném městě.

## Vyznamenání
- Železný kříž, II. třída (březen 1943), Nacistické Německo
- Frontová letecká spona denní stíhači,[2] ve zlatě (20. 5. 1943), Nacistické Německo
- Medaila Za hrdinství,[3] II. stupeň, Slovenský štát
- Medaila Za hrdinství, III. stupeň, Slovenský štát
- Slovenský válečný vítězný kříž, IV. třídy, Slovenský štát
- Pamätný odznak Za ťaženie proti ZSSR[4]
- Německý kříž, ve zlatě
- Čestný pohár za zvláštní úspěchy v letecké válce[5]
- Železný kříž, I. třída